# Melitaea carpentana
Melitaea carpentana är en fjärilsart som beskrevs av Ruggero Verity 1929. Melitaea carpentana ingår i släktet Melitaea och familjen praktfjärilar. Inga underarter finns listade i Catalogue of Life.